# Кејп Бретон
Кејп Бретон (енгл. Cape Breton Island, фр. Île du Cap-Breton) — острво смештено североисточно од полуострва Нова Шкотска са којим је одвојен мореузом Кансо. Источно од Кејп Бретона лежи Острво Принца Едварда у заливу Сен Лорен. На микмачком језику (језик локалних домородаца) острва се назива Унама'кик - „Земља Магле". Острво административно припада провинцији Нова Шкотска и подељено је у четири општине.

## Географија
Острво има површину 10.311 км² (18-о место у Канади, 75. на свету). У централном делу острва је језерска лагуну Брас д'Ор, чија величина варира у распону 932-1.099 км². Највиша тачка је брдо Вајт Хил, 532 метара изнад нивоа мора. Падине су прекривене тајгом, геолошки састав Кејп Бретона је комплекс кристалних стена, које су веома стрме према обали.
У северном делу острва је национални парк Врхови Кејп Бретона, који већим делом лежи на платоу Кејп Бретона. У парку су заступљене све флоре и фауне, и са севера и са југа Канаде.
Клима је умерена океанска. Фебруарска температура је око 6,5 °C, а у јулу и августу између +17 и +18 °C, просечна је око +5,5 °C. Падавине су око 1.500 мм годишње, зими пада снег, или (ређе) киша, а лети летња киша.

## Демографија
На попису 2011. године, острво је имало 135.974 становника. Већина становништва (95%) је беле расе, 3,6% су Микмаци (домороци). Најзаступљенији говорни језик је енглески, а потом среди шкотски гелски језик. На западу острва заступљен је и француски језик. Верски састав становништва је следећи, 66,1% су католици (римокатолици, пољски национални католици, гркокатолици и старокатолици), 29,2% су протестанти и 0,3% су православци и остало су нерелигиозни, те нешто муслимана и Јевреја.

## Галерија
- Пејзаж на Кејп Бретону
- Град Сиднеј на Кејп Бретону
- Карта Кејп Бретона
- Водопади у унутрашњости острва